# Задунаевка
Задунаевка (укр. Задунаївка) — село, относится с 2020 года к Болградскому району (ранее к Арцизскому району) Одесской области Украины.
Население по переписи 2001 года составляло 2025 человек, по данным 2025 года составляет 1610 человек. Почтовый индекс — 68433. Телефонный код — 4845. Занимает площадь 2,78 км². Код КОАТУУ — 5120482401.

## Население и национальный состав
По данным переписи населения Украины 2001 года распределение населения по родному языку было следующим (в % от общей численности населения):
По Задунаевскому сельскому совету: украинский — 3,80 %; русский — 3,56 %; белорусский — 0,05 %; болгарский — 91,60; гагаузский — 0,15 %; молдавский — 0,64 %; цыганский — 0,10 %.

## Местный совет
68433, Одесская обл., Болградский район (ранее Арцизский), с. Задунаевка, ул. Мира, 81а. Населенній пункт относится к Арцизской городской громаде в качестве Задунаевского старостинского округа.
Председатель/Староста: Ненов Дмитрий Дмитриевич

## История создания
1822 год – дата основания села Задунаевка, которое было заселено переселенцами в основном из Сливенского, а также Пловдивского и Врачанского округов Болгарии. (Вакаренковы – из г. Вакарея, Неновы, Пейчевы – из г. Сливена, Станчевы – из г. Пловдива, Георгиевы – из г. Враца). Их было всего несколько семейств, сегодня же здесь проживает более 2000 человек.
В 1940 году село Задунаевка вошла в состав Новоивановского района. В 1962 году на основании указа об укрупнении сельских районов УССР Новоивановский район (за исключением Островнянского сельсовета) вошёл в состав Болградского района Одесской области. По указу Президиума Верховного Совета УССР от 8 декабря 1966 года Задунаевский сельсовет вошёл в состав нового Арцизского района Одесской области.

## Христо Ботев
1866-67 гг. в Задунаевке учительствовал Христо Ботев поэт-революционер и национальный герой Болгарии.
Памяти Ботева в Задунаевке открыт Мемориальный музей (филиал Одесского литературного музея), в центральном парке установлен памятник, в школе стоит бюст, дом в котором жил Христо Ботев в скором времени откроет свои двери для посетителей и туристов.